# ماتس جانسون
ماتس جانسون (بالسويدية: Mats Jansson)‏ هو رائد أعمال سويدي، ولد في 1951.